# 29356 Giovarduino
29356 Giovarduino è un asteroide della fascia principale. Scoperto nel 1995, presenta un'orbita caratterizzata da un semiasse maggiore pari a 3,1788827 UA e da un'eccentricità di 0,1665925, inclinata di 0,61007° rispetto all'eclittica.
L'asteroide è dedicato all'italiano Giovanni Arduino, recentemente riconosciuto come uno tra i padri fondatori della stratigrafia.